# باشگاه فوتبال الرفاع شرقی
باشگاه فوتبال الرفاع شرقی (به عربی: نادی الرفاع الشرقی) یک باشگاه ورزشی در شهر رفاع و در کشور بحرین می‌باشد که تیم فوتبال آن در لیگ برتر فوتبال بحرین بازی می‌کند.
این باشگاه در سال ۱۹۵۸ تأسیس شده است.